# 書学書道史学会
書学書道史学会（しょがくしょどうしがっかい）は、書学書道史とこれに関連する文化に関する研究の発展向上、国際交流の促進を図ることを目的として1990年に設立された学会。
本部事務局を東京都渋谷区桜丘町29-35美術新聞社内に置いている。

## 活動・事業
- 全国大会・研究集会・国際研究集会の開催、周辺学問分野の学術団体との連絡・研究者の相互交流の促進、外国の関連学術団体等との連絡・研究成果の交換、研究者の相互交流の促進、学会誌・関連出版物の著作編集、高等教育研究機関における書学書道史の研究・教育体制の整備拡充を促進するための活動など[2]。

## 学会誌
- 『書学書道史研究』